# Protapanteles desuetus
Protapanteles desuetus är en stekelart som först beskrevs av Papp 1989.  Protapanteles desuetus ingår i släktet Protapanteles och familjen bracksteklar. Inga underarter finns listade i Catalogue of Life.